# 하시바씨
하시바씨'(일본어: 羽柴氏 はしばし／はじばうじ[*])는 무가, 사족이었던 일본의 씨족이다. 
키노시타 토키치로 (도요토미 히데요시)는 오다가 중신이 된 후인 1575년에 키노시타 성씨에서 하시바로 성씨를 바꿨다. 1585년에 관백에 취임할 때, 코노에 사키히사의 양자가 되어 후지와라 성, 이듬해에 태정대신 취임에 따라 조정으로부터 도요토미 성을 받았다. 히데요시 정권하에서는 일족이나 다이묘 등에게 하시바씨가 칭호로서 수여되었다. 1615년, 오사카 여름의 진에서 도요토미 히데요리가 자살을 하게 되면서 종가는 멸망했다. 메이지가 되면서 히지번 번주 키노시타가의 분가의 코우타이요리아이였던 토시키요가 하시바로 성씨를 바꾸면서 사족에 올랐다.
다만, 동시대의 데와국에도 "하시바" 성을 자칭하는 일족이 있었다. 『하겐기(羽源記)』에 이름이 보이는 하시바 칸쥬로 (하시마 칸쥬로, 시바하시 요리츠나) 등이 있지만, 이 오오에씨류 사가에씨의 일족은 위의 하시바씨와의 혈연 등의 관계가 없다. 자세한 것은 "시바하시씨"의 항목을 참조바란다. 현재도 야마가타현에는 하시바를 자칭하는 집안이 존재한다.

## 주요 구성원
히데요시의 일족에 대한 하시바 성 도요토미씨 하사 문서는 일절 남아있지 않으며, 일족에 대해서는 하사 절차는 생략되었다고 보여진다.

### 하시바 종가
- 당주 : 하시바 히데요시
- 정실 : 네네 (스기하라 사다토시의 딸. 아사노 나가카츠의 양녀. 키타노만도코로. 휘 요시코(吉子))
  - 장남 : 히데카츠 - 미나미도노 소생. 요절
  - 차남 : 츠루마츠 - 요도도노 소생. 요절
  - 3남 : 히데요리 - 요도도노 소생. 히데요시 사후, 하시바 종가 2대 당주
  - 양자 : 히데카츠 - 이른바 "오츠기 히데카츠 (於次秀勝)". 오다 노부나가의 4남. 요절
  - 양자 : 히데츠구 - 아래에 쓰인 하시바 히데츠구가 참고.
  - 양자 : 히데야스 - 도쿠가와 이에야스의 차남.
  - 양자 : 히데카츠 - 이른바 " 코키치 히데카츠 (小吉秀勝)". 아래에 쓰인 하시바 히데카츠가 참고.
  - 양자 : 히데토시 - 네네의 조카. 그 후, 코바야카와 타카카게의 양자가 되어, 히데아키로 개명. 하시바의 성씨를 계속해서 사용.
  - 유자 (猶子) : 우키타 히데이에 - 우키타 나오이에의 차남. 나오이에의 사후, 히데요시의 유자가 되어, 히데요시의 양녀 고히메 (마에다 토시이에의 딸)과 결혼. 하시바 성씨를 칭했다
  - 유자 : 이케다 나가요시 - 이케다 츠네오키의 3남. 히데요시의 유자가 되어, 하시바 성씨를 칭했다. 후에 돗토리번 번주
  - 유자 : 코사마로 - 사네히토 친왕의 왕자. 한때, 히데요시의 후계자로 여겨졌으나, 친자 츠루마츠의 탄생으로 유자 결연을 해소. 친왕 선하를 받아, 토모히토라 칭하고, 하치죠노미야가를 창설.

### 히데요시의 친족
- 어머니 : 나카 - 오오만도코로, 휘 나카코(仲子)
- 아버지 : 키노시타 야에몬
- 계부 : 치쿠아미 - 히데나가와 아사히히메의 친아버지
- 누나 : 토모 - 후에 출가하여 즈이류인 닛슈로 칭했다. 소운 고쇼(村雲御所)
  - 매형 : 미요시 요시후사
- 여동생 : 아사히 - 스루가고젠(駿河御前)
  - 매제 : 사지 휴가노카미 → 소에다 요시나리 → 도쿠가와 이에야스

### 하시바 히데나가 → 히데야스가 (야마토 하시바가)
- 당주 : 하시바 히데나가 (히데요시의 동생)
- 정실 : 오후지(お藤) - 아키시노 덴자에몬의 딸
  - 장남 : 코이치로 - 키노시타 요이치로라고도 함. 요절
  - 딸 : 다이젠인(大善院) - 모리 히데모토의 아내
  - 딸 : 오미야 - 히데야스의 아내
  - 양자 : 하시바 히데야스 - 히데나가 사후 가독을 승계. 미요시 요시후사와 토모의 아들. 요절
  - 양자 : 센마루 - 니와 나가히데의 3남. 그 후, 토도 타카토라의 양자가 되어, 타카요시로 칭했다. 나바리 토도가의 선조.

### 하시바 히데카츠가 (기후 하시바가)
- 당주 : 하시바 히데카츠 - 히데요시의 양자. 미요시 요시후사와 토모의 아들.
- 정실 : 오고우 - 아자이 나가마사의 3녀. 요도도노의 동생. 남편 사후 도쿠가와 히데타다와 재혼.
  - 딸 : 사다코 - 쿠죠 유키이에의 처.
    - 손자 : 니죠 야스미치, 쿠죠 미치후사, 마츠도노 미치모토 등

### 하시바 히데츠구가 (오우미 → 오와리 하시바가ㆍ종가)
- 당주 : 하시바 히데츠구 - 히데요시의 양자. 미요시 요시후사와 토모의 아들. 일단 히데요시로부터 관백직을 물려받지만, 그 후, 히데요시의 명령으로 처형됨
- 정실 : 와카만도코로 - 이케다 츠네오키의 딸
- 정실 : 이치노다이 - 키쿠테이 하루스에의 딸. 남편 사후 처형됨.
  - 장남 : 센치요마루 - 아버지 사후 처형됨.
  - 차남 : 햐쿠마루 - 아버지 사후 처형됨.
  - 3남 : 쥬마루 - 아버지 사후 처형됨.
  - 4남 : 츠치마루 - 아버지 사후 처형됨.
  - 딸 : 로게츠인 - 일설에는 히데요리의 약혼녀. 하지만, 다른 딸이라고도 한다. 아버지 사후 처형됨.
  - 딸 : 오키쿠 - 야마구치 헤이나이의 아내
  - 딸 : 류세이인 - 사나다 노부시게의 아내.
    - 손자녀 : 켄쇼인, 미요시 유키노부

### 하시바 히데토시가 (탄바 하시바가)
- 당주 : 하시바 히데토시 - 히데요시의 양자. 고다이인의 조카. 하시바 종가의 후계자로 여겨졌던 시기가 있으나, 양자로 나가 코바야카와가를 계승했다.
- 정실 : 고만히메 - 모리 테루모토의 양녀

### 하시바 히데요리가 (오사카 하시바가ㆍ종가)
- 당주 : 하시바 히데요리 - 히데요시의 친자. 측실의 아들. 관백직에 오르는 것을 도쿠가와 쇼군가에 저지당했다가, 나중에 멸망당함.
- 정실 : 센히메 - 도쿠가와 히데타다의 딸
  - 장남 : 쿠니마츠 - 아버지 사후 처형됨
  - 장녀 : 텐슈니 - 가마쿠라 토케이지 주지가 됨

### 하시바 토시츠구가 (오우미 키노시타가)
- 당주 : 하시바 토시츠구 - 히데요시의 미망인 키타노만도코로의 양자가 되어, 하시바 종가의 후계자로 여겨졌지만, 막부에서 하시바를 공칭으로 쓰는 것이 허락되지 않아, 한 하타모토 키노시타가 당주로 격하되었다.

## 혈연 관계가 있는 친척
- 후쿠시마 마사노리 (후쿠시마가)
- 아오키 카즈노리 (아오키가)
- 코이데 요시마사 (코이데가)
- 카토 키요마사 (카토가)
- 벳쇼 요시하루 (벳쇼가)